# 무스카우어 공원

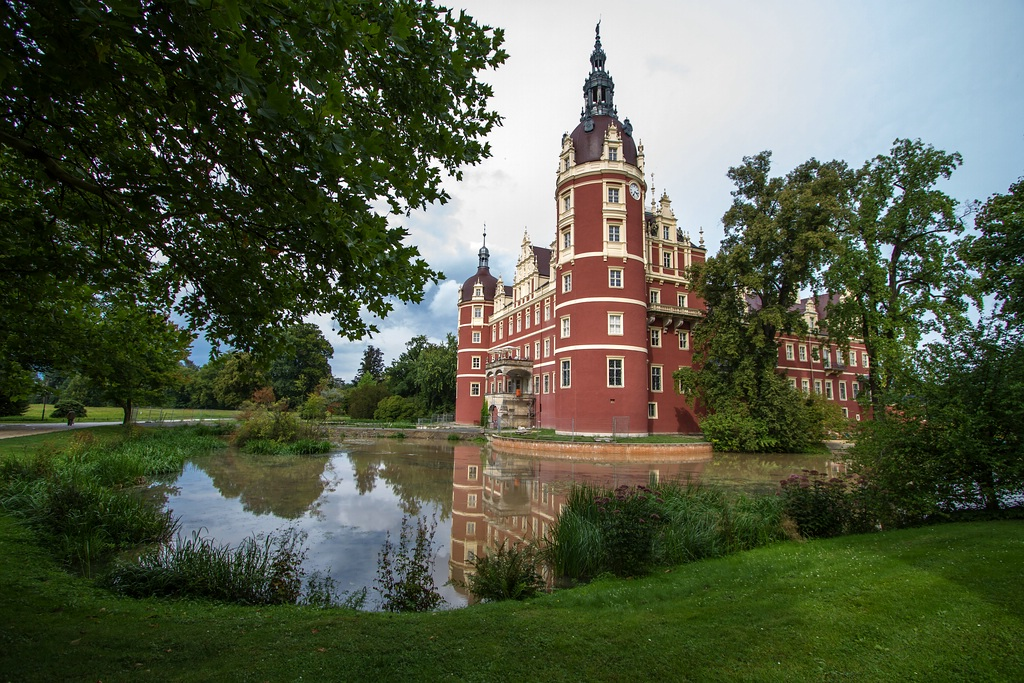

무스카우어 공원(독일어: Muskauer Park), 무자코프스키 공원(폴란드어: Park Mużakowski), 무스카우 공원(영어: Muskau Park)은 독일과 폴란드의 정원식 공원이다. 중앙유럽의 가장 유명한 잉글랜드 정원들 중 하나이자 최대이며 나이세강의 독일-폴란드 경계의 양측을 길게 잇고 있다.
2004년 7월, 무스카우 공원은 자생식물과 주변 마을을 통합하는 유토피아적 디자인, 그리고 풍경건축의 개발에 미친 영향으로 인해 유네스코 세계유산 목록에 등재되었다. 이 공원은 또한 폴란드 국립문화유산위원회의 추적을 받으면서 2004년 5월 1일 폴란드의 공식 역사기념물 중 하나로 지정되었다.